# 나래쪽동백
나래쪽동백(Pterostyrax nispida)은 일본 원산의 잎 지는 소교목(小喬木)이다.

## 생김새
가지는 담갈색, 털이 없으나, 어릴 때 털이 있는 것도 있다. 잎은 어긋나며 긴 타원형, 도란상 긴 타원형 또는 좁은 타원형, 길이 10-20cm, 폭 5-9cm, 끝 부분은 아주 뾰족하거나 짧은 꼬리 모양이다. 기부는 뾰족하거나 약간 둥글며, 둔한 톱니가 있고, 표면은 녹색, 맥 위에 별 모양의 털이 있으며, 뒷면은 흰색이다. 잎자루는 길이 7-25mm이다. 원추꽃차례는 밑으로 처지고, 길이 10-20cm, 별 모양의 털이 밀생하고, 흰색의 긴 털이 있다. 꽃은 흰색으로 거의 꽃자루가 없고, 아래를 향한다. 꽃받침 갈래는 삼각형, 화관은 반쯤 열리고, 갈래는 도피침형으로 길이 6-8mm이다. 열매는 좁은 도란형, 길이 7-8mm, 10개의 능선이 있으며, 담황색의 긴 강모가 밀생하고, 끝 부분에 암술대가 남아 있다.

## 사진

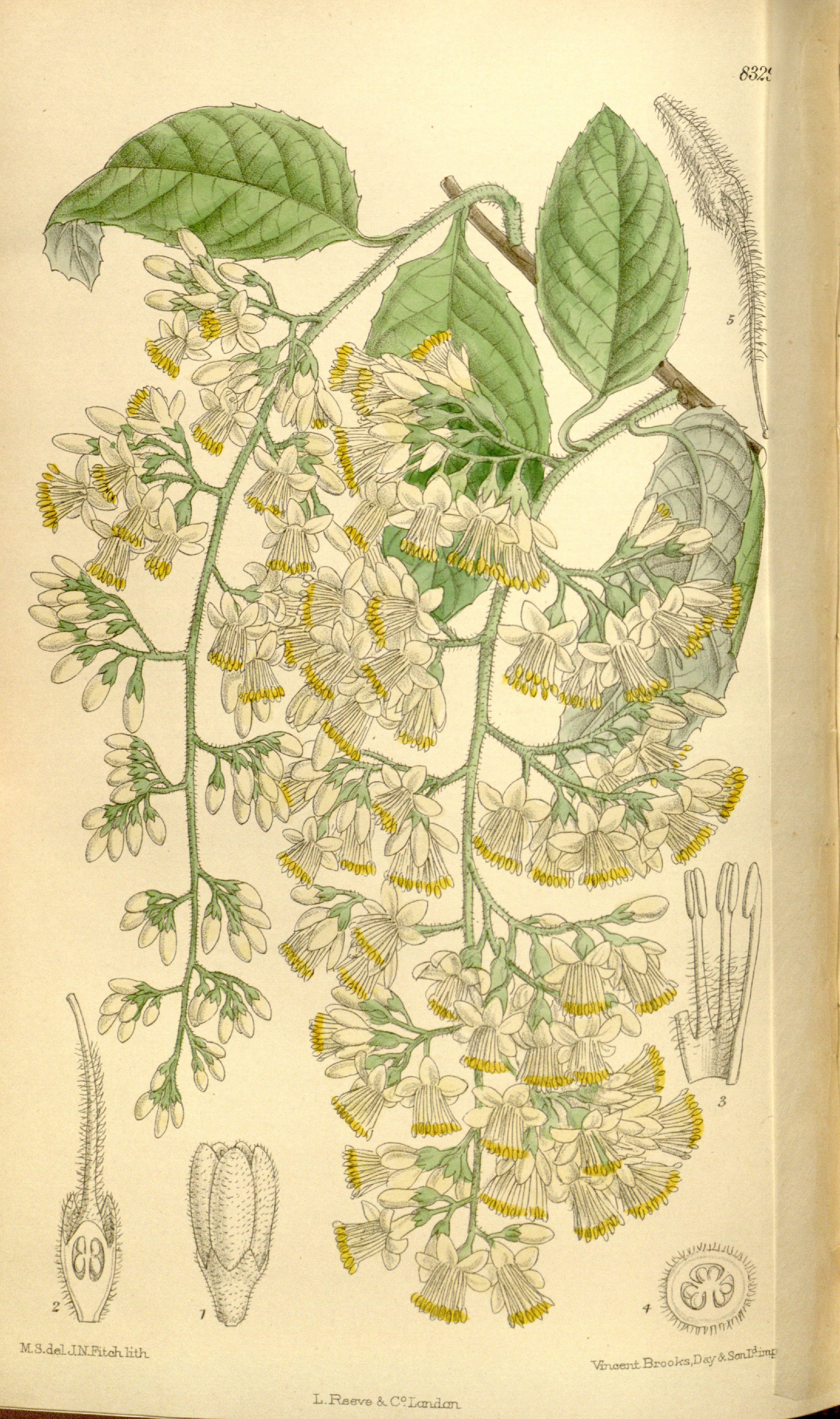
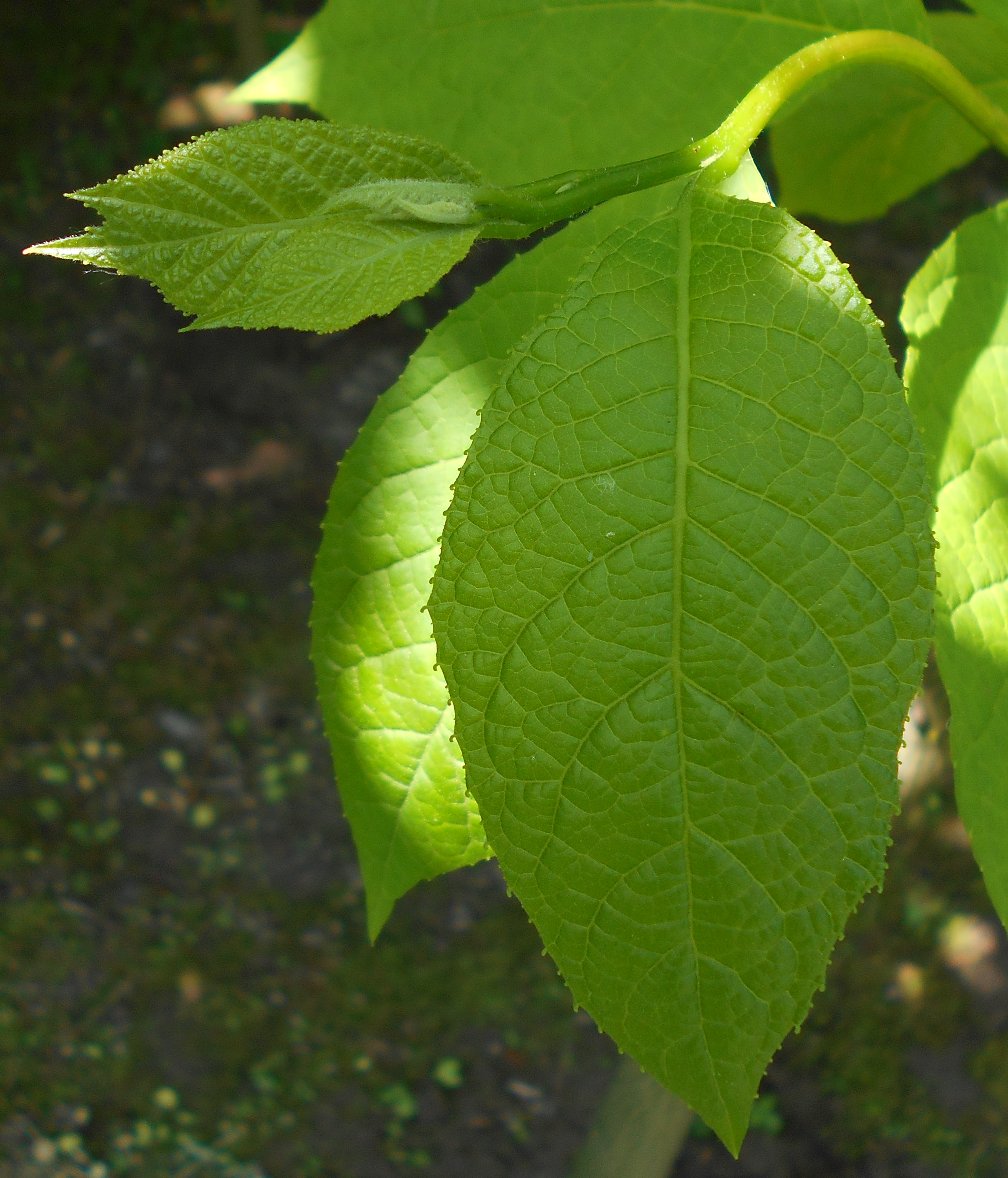
잎
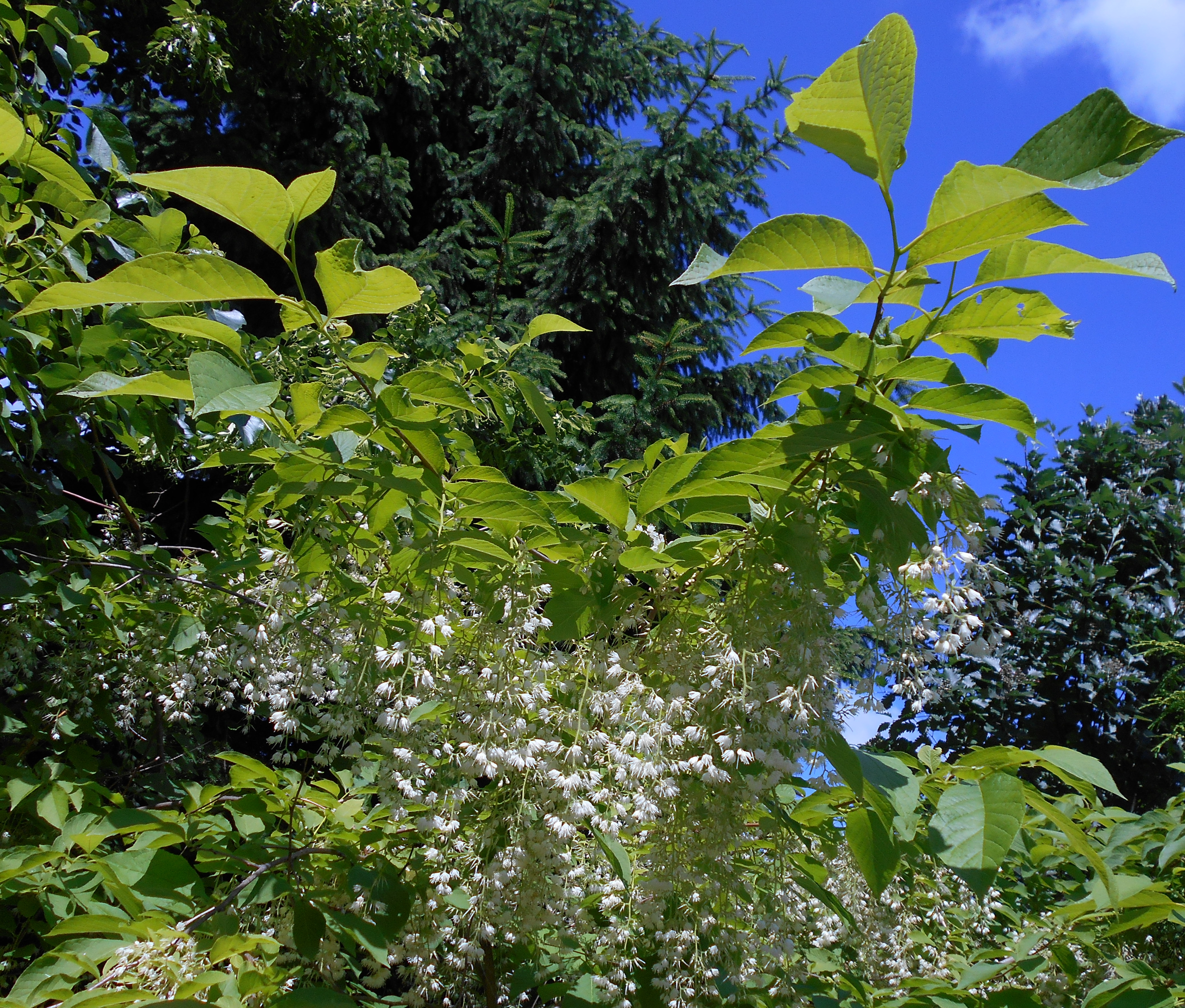
꽃차례가 주렁주렁 달린 모습

## 참고 문헌
- 이 문서에는 다음커뮤니케이션(현 카카오)에서 GFDL 또는 CC-SA 라이선스로 배포한 글로벌 세계대백과사전의 내용을 기초로 작성된 글이 포함되어 있습니다.